# Anna Rotkirch
Anna Ullica Rotkirch, född 22 december 1966 i Helsingfors, är en finländsk sociolog, facklitteraturförfattare och forskningsprofessor. Hennes forskningsområden inkluderar familje- och kvinnostudier.